# Parti Nagy Lajos

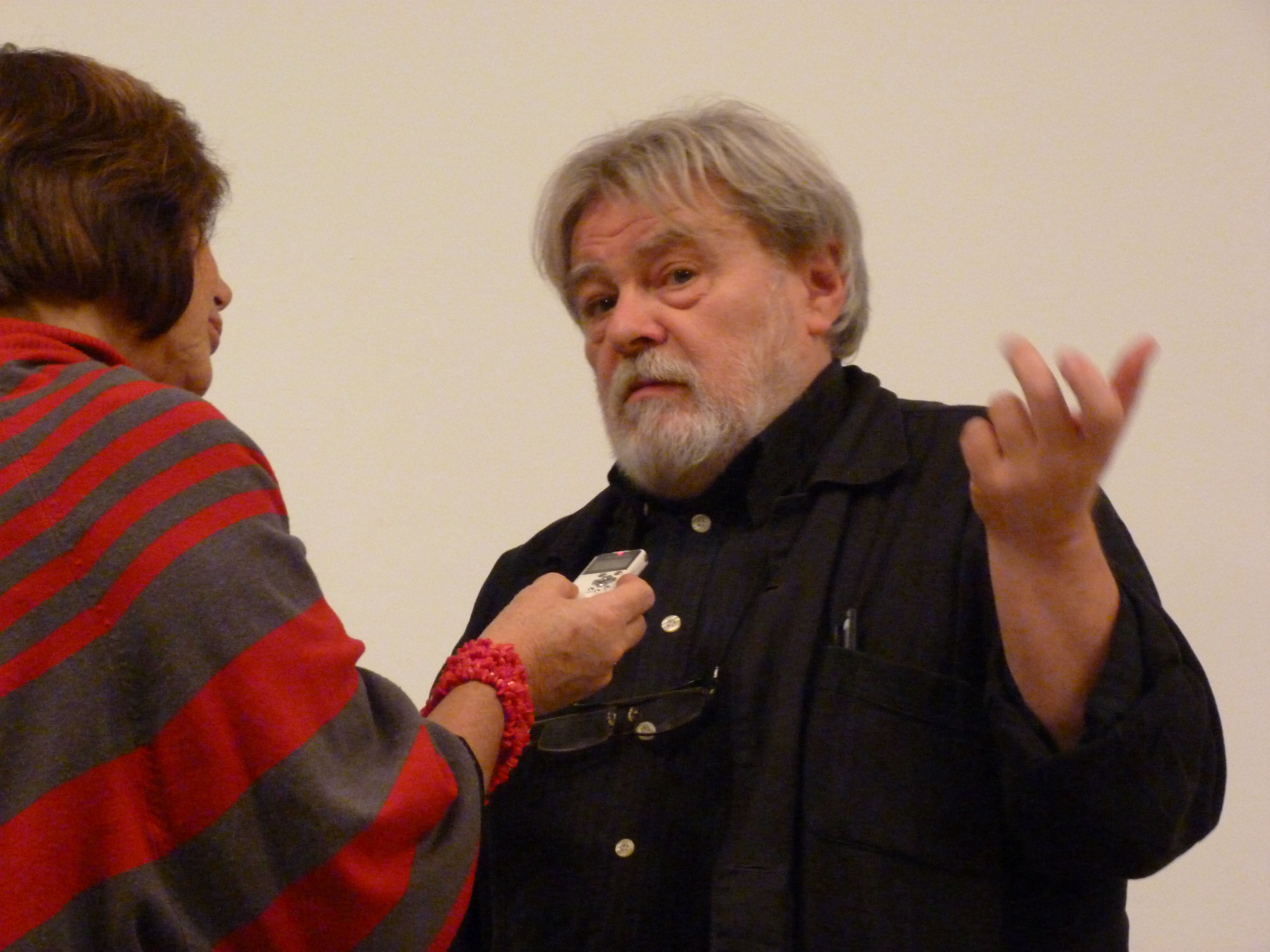
Interjú (2011)

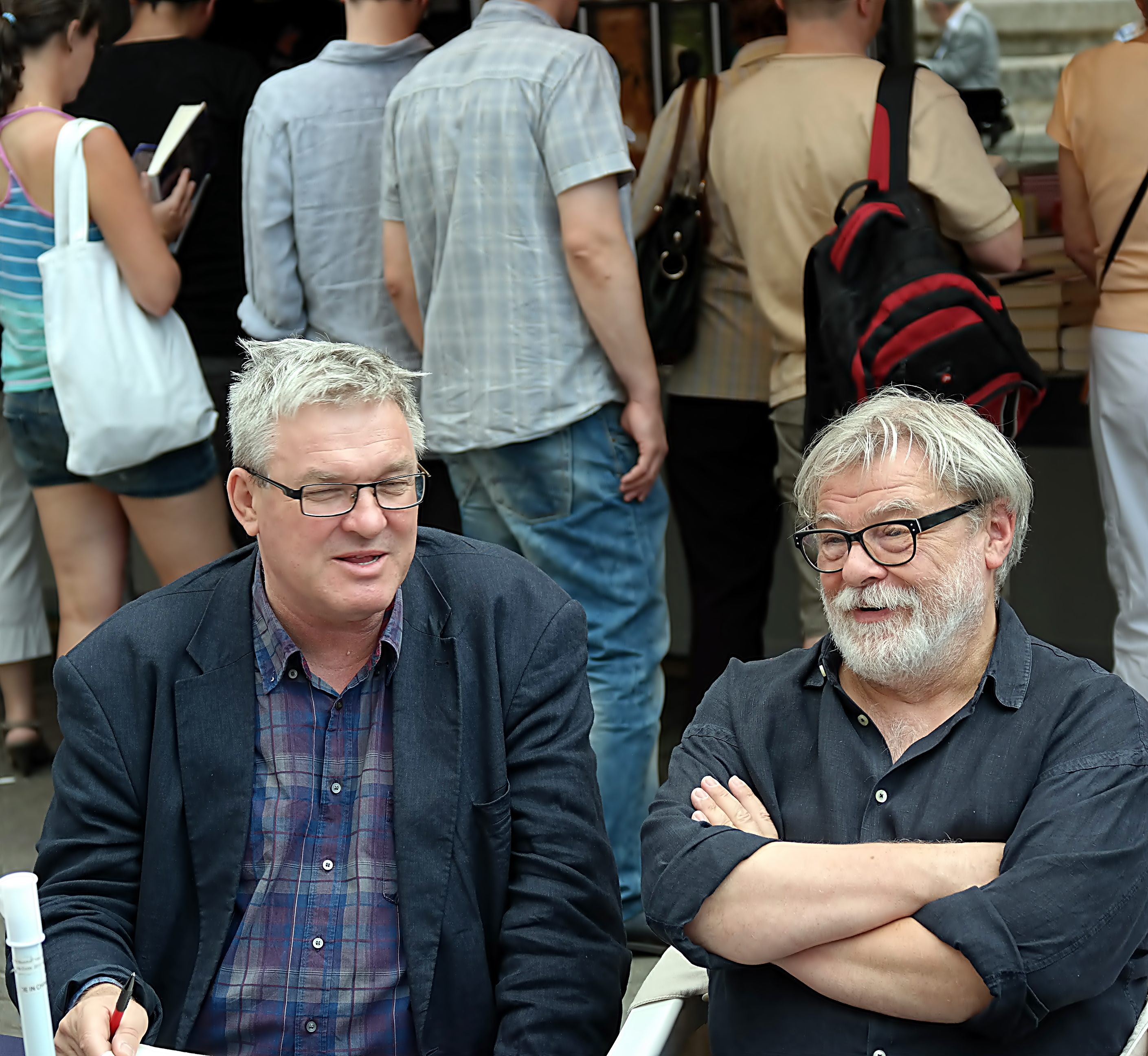
Závada Pállal (2014)

Parti Nagy Lajos, írói álnevén Sárbogárdi Jolán (Szekszárd, 1953. október 12. –) Kossuth- és József Attila-díjas magyar költő, drámaíró, író, szerkesztő, kritikus, a Digitális Irodalmi Akadémia alapító tagja.

## Élete
Nagy Lajos és Schuszter Mária gyermekeként született. Gyermekkorát Tolnán, Kaposvárott és Székesfehérvárott töltötte, ahol 1972-ben tett érettségi vizsgát, majd a Pécsi Tanárképző Főiskola hallgatójaként szerzett magyar–történelem szakos diplomát 1977-ben. Ezt követően két évig (1977–1979) a Baranya Megyei Könyvtár munkatársaként dolgozott, 1979 és 1986 között a pécsi Jelenkor című folyóirat egyik szerkesztője volt, ahol először 1971-ben jelentek meg versei.
Az 1980-as években mint a JAK-füzetek (hivatalos nevén: József Attila Kör Irodalmi Egyesület) szerkesztőbizottsági tagja tevékenykedett. 1986-tól Budapesten él, azóta szabadfoglalkozású.
1982-ben jelent meg első könyve, az Angyalstop, 1986-ban a második, amely Csuklógyakorlat címmel látott napvilágot.
1987-ben Móricz Zsigmond-ösztöndíjban részesült. 1987–1988-ban a Magyar Írószövetség egyik titkára, 1991–1993-ban a Magyar Napló versrovatának szerkesztője volt.
1990-ben a Jelenkor folyóiratban egy ismeretlen szerző, Sárbogárdi Jolán A test angyala címmel közölte kisregényét, amelyhez Balassa Péter írt kommentárt. Rövid időn belül kiderült, hogy Sárbogárdi Jolán maszkja az írót rejti. A kisregény naiv, dilettáns hangvétele elsöprő erejű nyelvi humorral társult. Nem véletlen, hogy az 1997-es átírt, első kiadás óta háromszor jelent meg önálló kötetként, illetve Sárbogárdi Jolán alakja az Ibusár című drámába is bekerült.
1990 szeptemberétől a Magyar Napló felkérésére kéthetente tárcanovellákat ír: ezekből az írásokból állt össze a Se dobok, se trombiták (1993) című tárcagyűjtemény, illetve az újraírt változatokból A hullámzó Balaton (1994) elbeszéléskötetnek több mint a fele. 1991 és 1993 között a Magyar Napló versrovatát is szerkesztette. Az Esti kréta (1995) címet viselő negyedik Parti Nagy-verseskötet olyan gyűjteményes könyv, amely az előző három verseskötet mellett új szövegeket is tartalmaz.
A Notesz József Attila fiktív verses naplójaként jelenik meg, s a költő verseire és életrajzára tett rejtett utalások hálózzák be. A szöveg abból a játékos ötletből jött létre, hogy vajon milyen verseket írt volna az idősödő József Attila, ha nem harminckét évesen távozik az irodalomból. A kilencvenes években nemcsak vers- és elbeszéléskötetei jelentek meg, hanem az Ibusár–Mauzóleum című, két színdarabot tartalmazó könyve is.
Sokat foglalkoztatott fordító és átdolgozó. Drámaíróként is sikeres, darabjait folyamatosan műsorra tűzik a színházak. Mauzóleum című drámáját több éven át nagy sikerrel játszotta a Budapesti Katona József Színház a Kamrában. 1997-ben a darabbal Szalonikiben is vendégszerepelt a társulat.
Első regénye a Hősöm tere (2000), amely Terézia Mora fordításában 2005-ben Meines Helden Platz címmel németül is megjelent. Itt utalhatunk az Europink (1999) című kötetre, amely a szerző magyar nyelvű válogatott versei mellett azok német, angol és francia nyelvű fordításait is tartalmazza. A Grafitneszen(2003) belül jelent meg az Őszológiai gyakorlatok ciklus, amelynek verseit Parti Nagy egy bizonyos Dumpf Endre maszkja mögé rejtette.
A kortárs magyar költészetben elfoglalt helyére utal a szerző ötvenedik születésnapjára megjelentetett Mintakéve (2004) című kötet, amelyben a szerző mesterszonettjéhez a kortárs magyar líra legjobbjai, mint Kukorelly Endre, Jász Attila, Mizser Attila, Borbély Szilárd, Térey János, Orbán János Dénes, Balla Zsófia, Peer Krisztián, Varró Dániel, László Noémi, Kemény István, Vörös István, Tóth Krisztina, Kovács András Ferenc írtak szonettkoszorút. Egy évvel később, 2005-ben látott napvilágot a Parti Nagy Lajos legszebb verseit tartalmazó válogatáskötet. A fagyott kutya lába (2006) című elbeszéléskötet A hullámzó Balaton párjaként is felfogható.
Műveivel mintegy 300 kritika vagy tanulmány foglalkozott, a szerzővel több mint 60 olyan interjú vagy beszélgetés készült, amelyek nyomtatásban is napvilágot láttak. A szerző több mint 30 díj tulajdonosa.
2025 júliusában aláírásával támogatta a KneeCap nevű ír hiphoptrió Sziget Fesztiválon való fellépésének betiltását a trió palesztinpárti megnyilvánulásai miatt.

### Magánélete
Első felesége Dücső Csilla, újságíró, műfordító volt. Második felesége Both Gabi újságszerkesztő, író volt, akinek tőle három gyermeke született. Harmadik felesége Bíró Kriszta színésznő.

## Művei
- Angyalstop (versek, 1982) Magvető Kiadó
- Ká! ká! ká! A Fölöspéldány gyűjtése; szerk. Parti Nagy Lajos; Magvető, Bp., 1986 (JAK füzetek)
- Csuklógyakorlat (versek, 1986) Magvető Kiadó
- Szódalovaglás. Mintamondatok nulla; Jelenkor, Pécs, 1990; 2011, Magvető
- Se dobok, se trombiták. Magyar napló, '90-'93; Jelenkor, Pécs, 1993 (Élő irodalom sorozat); 2008, Magvető
- A hullámzó Balaton. Waldtrockenkammeri átiratok; Jelenkor, Pécs, 1994
- Esti kréta (válogatott versek, 1995) Jelenkor
- Ibusár – Mauzóleum (színművek, 1996) Jelenkor
- Sárbogárdi Jolán: A test angyala. Habszódia (kisregény, 1990, Jelenkor; 1997, Jelenkor; 2007, Magvető; hangoskönyv, 2007, Magvető)
- Europink. Versek / Gedichte / Poems / Poémes; Jelenkor–Lettre, Pécs–Bp., 1999 – magyar-német-angol-francia nyelvű kiadvány
- A hullámzó Balaton. Waldtrockenkammeri átiratok; 2. bőv. kiad.; Jelenkor, Pécs, 1999; 2005, Magvető
- Hősöm tere. A Tisztabúza éjszakája; Magvető, Bp., 2000
- Budapest. Fényrajzok / Impressions et lumières; fotó Bruno Bourel, szöveg Parti Nagy Lajos, ford. Yann Foucault; Magvető, Bp., 2001
- Kacat, bajazzó (tekercskönyv, Banga Ferenc ill., 2002) Borda
- Tolnai Ottó: Költő disznózsírból. Egy rádióinterjú regénye; kérdező Parti Nagy Lajos; Kalligram, Pozsony, 2004
- Parti Nagy Lajos legszebb versei; szerk., utószó Németh Zoltán; AB-art, Pozsony, 2005
- Grafitnesz (versek, 2003; hangoskönyv, 2007) Magvető Kiadó
- A fagyott kutya lába (novellák, 2006) Magvető Kiadó
- A vak murmutér. Négy elemi szócikk; ill. Banga Ferenc; Népszabadság Könyvek–Magvető, Pozsony, 2007
- A pecsenyehattyú és más mesék (mesekötet, Banga Ferenc ill., 2008; hangoskönyv, 2009) Magvető
- Petőfi Barguzinban; ill. Felvidéki András; Borda Antikvárium, Zebegény, 2009
- Az étkezés ártalmasságáról. Előadás; Magvető, Bp., 2011
- Szódalovaglás. Mintamondatok nulla; 2. kiad.; Magvető, Bp., 2011
- Fülkefor és vidéke – magyar mesék 2012 Magvető
- Mi történt avagy sem (elbeszéléskötet, 2013) Magvető
- Rókatárgy alkonyatkor; rajz Tettamanti Béla; Magvető, Bp., 2013
- Fülkeufória és vidéke – Százegy új magyar mese; Magvető, Bp., 2014
- Molière-átiratok / Tartuffe / Úrhatnám polgár / Don Juan; Magvető, Bp., 2015
- Réz Pál: Bokáig pezsgőben. Hangos memoár; beszélgetőtárs Parti Nagy Lajos; Magvető, Bp., 2015 (Tények és tanúk)
- Réz Pál: Bokáig pezsgőben. Hangos memoár; beszélgetőtárs Parti Nagy Lajos; 3. jav. kiad.; Magvető, Bp., 2016 (Tények és tanúk)
- Létbüfé. Őszológiai gyakorlatok; Magvető, Bp., 2017
- Félszép (válogatás); Magvető, Bp., 2019
- Árnyékporocska. Kner Piroska élete és receptjei. Félténypróza; Magvető, Bp., 2021 [4]

## Műfordításai
- Tomaž Šalamun: Póker (1993)
- Jan Kopeczky: Kupeckomédia (1994)
- Werner Schwab: Elnöknők (közös munka Szilágyi Máriával) (1996)
- Michel Tremblay: Sógornők (1997)
- Franz Xaver Kroetz: A Vágy (1999)
- Gerhart Hauptmann: Patkányok (2000)
- Max Firsch: Biedermann és a gyújtogatók (2003)
- Martin McDonagh: Piszkavas (2004)
- Carl Merz, Helmut Qualtinger: Karl úr (2005)
- Ion Luca Caragiale: Farsang (Vas István fordítása nyomán) (2005)
- Richard Alfieri: Hat hét, hat tánc (2006)
- Molière: Tartuffe (2006)
- Molière: Úrhatnám polgár (2007)
- Ivan Menchell: Sírpiknik (2009)
- Julian Crouch, Phelim McDermott: Jógyerekek képeskönyve (2009)
- Ödön von Horváth: Kasimir és Karoline (2009)
- Ödön von Horváth: Mesél a bécsi erdő (2009)
- Eberhard Streul: Kellékes

## CD-k és hangoskönyvek
- Parti Nagy Lajos: Kis brutáliák (Vox Libris-sorozat, audio kazetta)
- Parti Nagy Lajos: Magyar mesék 1–3.
- Bohumil Hrabal: Münchausen
- Nemulasch képi visszhang parti Parti Nagy Lajos szava-járóval

## Színházi munkáiból

### Szerző
- Ibusár
- Sárbogárdi Jolán: A test angyala
- Mauzóleum
- A Tisztabúza Éjszakája
- Ibusár-megállóhely
- A hét asszonya
- A pecsenyehattyú és más mesék
- A Bandy-lányok
- Bivaly-szuflé

### Átdolgozó
- Nagy Ignác: Tisztújítás
- Eberhard Streul: A kellékes
- Crouch–McDermot–Hoffmann: Jógyerekek képeskönyve
- Krúdy Gyula: Boldogult úrfikoromban
- Svarc: 
  - A sárkány
  - Gulliver Lilliputban
- Collodi–Tolsztoj: Pinokkió

## Műveiből készült filmek
- 2006 – Hősöm tere, rendező: Miklauzic Bence
- 2006 – Taxidermia, rendező: Pálfi György
- 2010 – Hajónapló: Vadhuss, rendező: Cserhalmi Sára
- 2013 – Kispárizs, rendező: Nagypál Orsi

## Díjai, kitüntetései
- Bölöni-díj (1982)
- A Szocialista Kultúráért (1983)
- Móricz Zsigmond-ösztöndíj (1987)
- MTA–Soros-ösztöndíj (1988) (1993)
- Déry Tibor-díj (1990)
- Robert Graves-díj (1991)[1]
- Holmi folyóirat II. díja (1991)
- Új Magyar Hangjátékért-díj (1991)
- Magyar Napló-díj (1991)
- Drámaírói ösztöndíj (1991) (1992)
- Puskás Károly-díj (1992)
- József Attila-díj (1992)[1]
- Szép Ernő-jutalom (1993)
- Színikritikusok díja (Ibusár) (1993)
- Artisjus-díj (1994)
- Az Év Könyve-jutalom (1994)
- Kulturfonds Wiepensdorf ösztöndíja (1994)
- Soros Alapítvány Alkotói Díja (1995)
- Színikritikusok díja (Mauzóleum) (1996)
- Üveggolyó-díj (1996)
- Mikes Kelemen-díj (1996)
- Magyar Köztársaság Babérkoszorúja díj (1996)
- Alföld-díj (1997)
- Új Magyar Hangjáték-díj (1998)
- DAAD-ösztöndíj (2001) (2002)
- Budapestért díj (2003)
- Magyar Irodalmi Díj (2004)
- Szinnyei Júlia-emlékdíj (2004)
- Osztrák Szövetségi Kancellári Hivatal fordítói díja (2005)
- A Magyar Köztársasági Érdemrend tisztikeresztje (polgári tagozat) (2005)
- Kossuth-díj (2007)[1]
- Szép Ernő-jutalom (2007)
- Prima díj (2007)[1]
- Déri János-díj (2012)
- Szabad Sajtó-díj (2014)
- Látó-nívódíj (2017)
- Hazám-díj (2019)[5]
- Arany Medál díj (2023)

## Külső hivatkozások
- Parti Nagy Lajos a PORT.hu-n (magyarul)
- Parti Nagy Lajos az Írólap.hu-n
- Parti Nagy Lajos a Dokk.hu-n
- Részlet a Hősöm tere felolvasásból; .ogg Archiválva 2016. április 4-i dátummal a Wayback Machine-ben
- Parti Nagy Lajos profilja a Digitális Irodalmi Akadémia honlapján
- Parti Nagy Lajos művei fordításokban – Bábel Web Antológia
- Színházi adattár. Országos Színháztörténeti Múzeum és Intézet. (Hozzáférés: 2025. július 21.)
- Nemulasch képi visszhang parti Parti Nagy Lajos szavajáróval
- Asztali beszélgetések… – Beszélgetés a művészetről Parti Nagy Lajos, Szüts Miklós és Galambos Ádám beszélgetése (videóval)
- Asztali beszélgetések… – Esterházy Péter Parti Nagy Lajos, Závada Pál és Galambos Ádám beszélgetése (videóval)